# Fisktärna
Fisktärna (Sterna hirundo) är en havsfågel i familjen måsfåglar. Arten förekommer cirkumpolärt, och dess fyra underarter häckar i tempererade och subarktiska regioner i Europa, Asien och Nordamerika. Den är en långflyttare och övervintrar i tropiska eller subtropiska kustområden. I häckningsdräkt har den ljusgrå ovansida, vit till mycket ljust grå undersida, svart hätta, orangeröda ben och en small spetsig näbb. Beroende på underart så är näbben till största delen röd med svart näbbspets eller helsvart. Fisktärnans bestånd globalt anses vara livskraftigt.

## Utbredning och systematik
Fisktärnan beskrevs första gången 1758 av Carl von Linné i hans Systema Naturae under sitt nuvarande vetenskapliga namn Sterna hirundo. Dess närmsta släkting är silvertärnan.
Arten förekommer cirkumpolärt, och dess tre till fyra underarter häckar i tempererade och subarktiska regioner i Europa, Afrika, Asien, Amerika och på öar i Atlanten. Den är en långflyttare och övervintrar i tropiska eller subtropiska kustområden.
Fisktärnan delas upp i tre till fyra underarter:
- västlig fisktärna[7] Sterna hirundo hirundo – har ett mycket stort utbredningsområde i skilda områden: Azorerna, Madeira och Kanarieöarna; Tunisien, Mauretanien och Senegal; Europas inland utom i Arktis till nordvästra Sibirien och västra Kina; i Nordamerika från Northwest Territories i Kanada till Montana i USA, James Bay och sydöstra Kanada samt New England, kustnära västra norra Atlanten till South Carolina; oregelbundet i Bahamas och på öar norr om Venezuela. Vintertid flyttar den till sydliga hav.
- Sterna hirundo minussensis (inkluderas ofta i hirundo[5]) – häckar från centrala Sibirien till norra Mongoliet[6]
- Sterna hirundo tibetana – häckar från västra Mongoliet till Kashmir och Tibet. Övervintrar i kustområden vid östra Indiska Oceanen.[5]
- Sterna hirundo longipennis – häckar från nordöstra Sibirien till nordöstra Kina. Övervintrar i kustområden från Sydostasien till Australien.[5]

Det finns auktoriteter som menar att taxonet longipennis bör behandlas som en egen art men detta har ännu inte accepterats på bred front.

### Förekomst i Sverige
Fisktärnan är vanlig i södra Sverige både vid sötvatten och saltvatten. Norrut förekommer den upp till Lappland. Den vistas i Sverige från maj till september.

## Utseende och läte

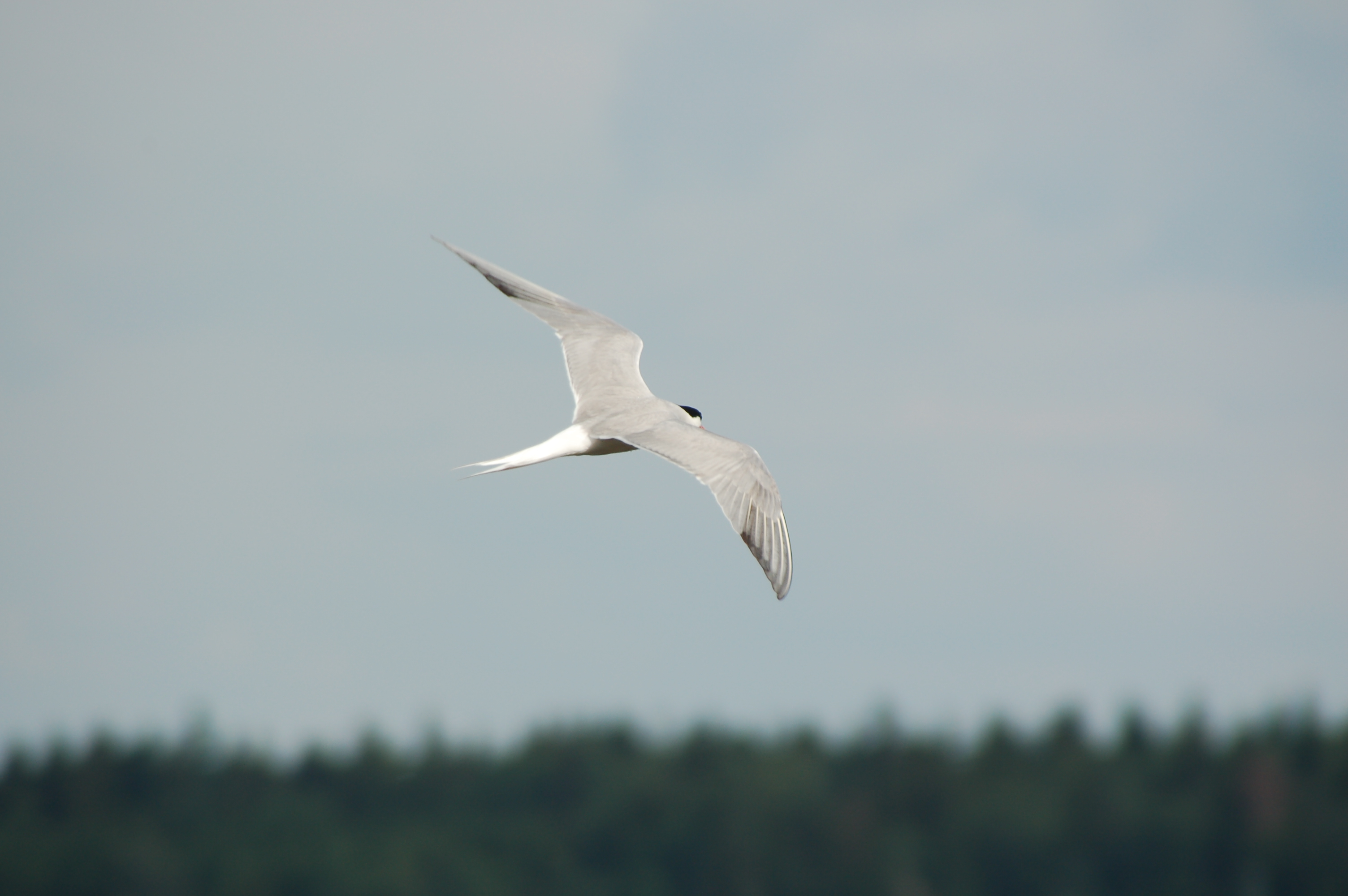
Beroende på vinkeln kan man få uppfattningen att vingarna sitter mycket långt fram på denna tärna, vilket skulle kunna indikera att det är en silvertärna. Men eftersom man kan se en mörk kil som går in på en av de inre handpennorna, kan man vara säker på att det rör sig om en fisktärna, eftersom silvertärnan alltid har en jämnt ljusgrå vingovansida utan någon tillstymmelse till mörk kil.

Nominatformen av fisktärna mäter 34–37 centimeter och har ett vingspann på 70–80 centimeter. Den väger 97-146 gram. Fisktärnan är mycket lik silvertärnan men till skillnad från denna har fisktärnan lite grövre huvud och kropp och något bredare vingar. Som helhet ser fisktärnans vingar i flykten ut att sitta på mitten av kroppen medan silvertärnans ser ut att sitta längre fram. Detta kan dock vara svårt att se i vissa betraktelsevinklar. När fisktärnan står upp ser man även att den i jämförelse med silvertärnan har längre ben. 
Häckande adulta individer har ljusgrå ovansida, vit till mycket ljust grå undersida, svart hätta, orangeröda ben och en smal spetsig näbb. Beroende på underart så är näbben till största delen röd med svart näbbspets eller helsvart. Fisktärnans yttre handpennor är mörkare än de inre, både på över- och undersidan, vilket gör att vingarna kan tyckas vara tvåfärgade. 
Juvenilen är hos fisktärnan mer kontrastrik än hos silvertärnan och har mörkgrå armpennor med små vita spetsar. Vingarnas framkant har ett mörkt fält. Näbben är mörk och med en röd antydan vid näbbroten. Ryggen är kraftigt mönstrad i en brun ton.

### Skillnader mellan underarter
Nominatformen hirundo har ett mycket stort utbredningsområde men de morfologiska skillnaderna är små. De nordamerikanska fåglarna har i genomsnitt något kortare vingar och utbredningen av svart på övre näbbhalvan tenderar att vara något mindre än hos eurasiska fisktärnor. Mängden svart på näbben uppvisar hos nominatformen ett minimum i Västeuropa och ökar sedan klinalt österut. Taxonet minussensis har ljusare översida än longipennis och har karminröd näbb med svart spets. Taxonet longipennis är mörkare grå på ovansidan än nominatformen, har kortare näbb som är helsvart, mörkare rödbruna ben och längre vingar. Taxonet tibetana ser ut som nominatformen men har kortare näbb med mer utbrett svart på näbbspetsen.

### Läte
Fisktärnan är mycket högljudd på häckplats. Den har flera läten som genomgående har en lägre tonhöjd än silvertärnans motsvarande läte.  Bland annat har den ett kort, skarpt "kitt", snabba ramsor av hårda "kt-kt-kt-kt" och dess typiska "kjerri-kjerri-kjerri" där betoningen ligger på första stavelsen till skillnad från silvertärnans läte där betoningen ligger på sista stavelsen. Dess varningsläte är ett tvåstavigt skorrande utdraget och fallande "krrii-arrr" eller ett skarpt enstavigt "kjipp".
|  |
|  |

### Ruggning
Fisktärnan har en ovanlig ruggningsstrategi då den i normala fall ruggar sina handpennor i tre omgångar varje år. Detta skiljer den från andra närbesläktade arter. Under sensommaren, före höstflyttningen till tropikerna, ruggar den sina inre handpennor. På plats i vinterkvarteret återupptas ruggningen och de yttre handpennorna ruggas. Innan fisktärnan påbörjar sin återflyttning till häckningsplatsen ruggar den åter sina inre handpennor medan de yttersta handpennorna fortfarande håller på att växa ut. Det är denna ruggningsstrategi som skapar den karaktäristiska mörka kilen på vingen, vilken framträder som kontrast mellan de ljusa inre handpennorna och de mörkare yttre.

### Bildgalleri av olika dräkter

widths="185"
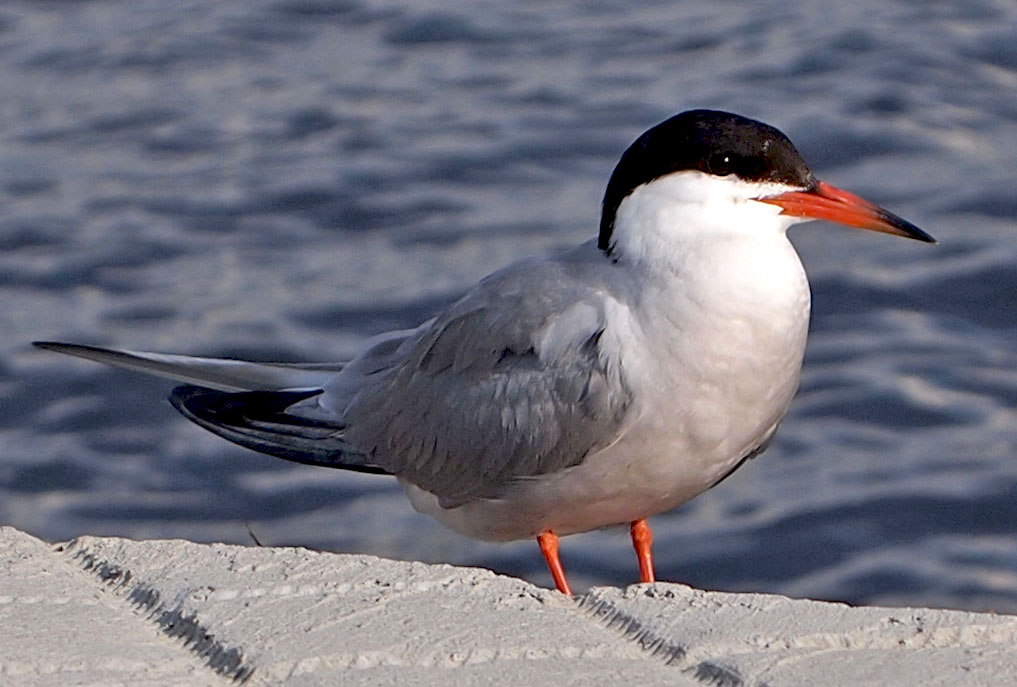
Häckningsdräkt. Nominatformen fotograferad i Finland.
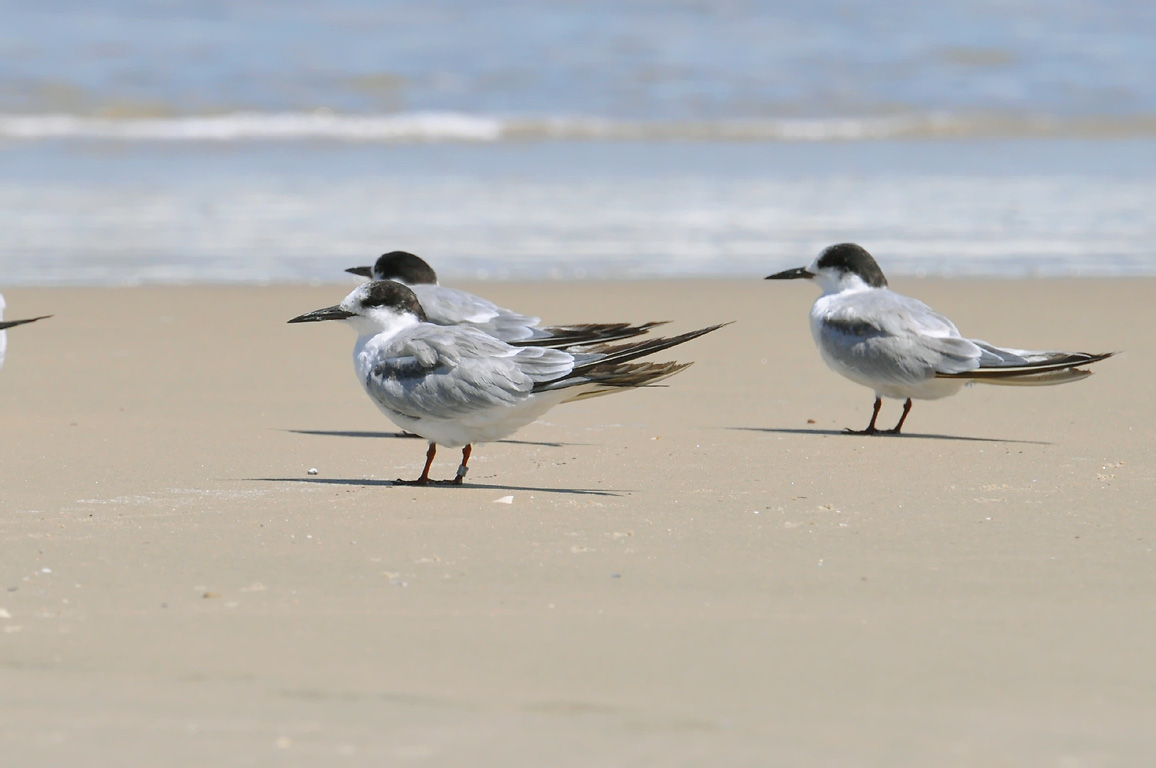
Vinterdräkt. Fotograferade i Brasilien i december.
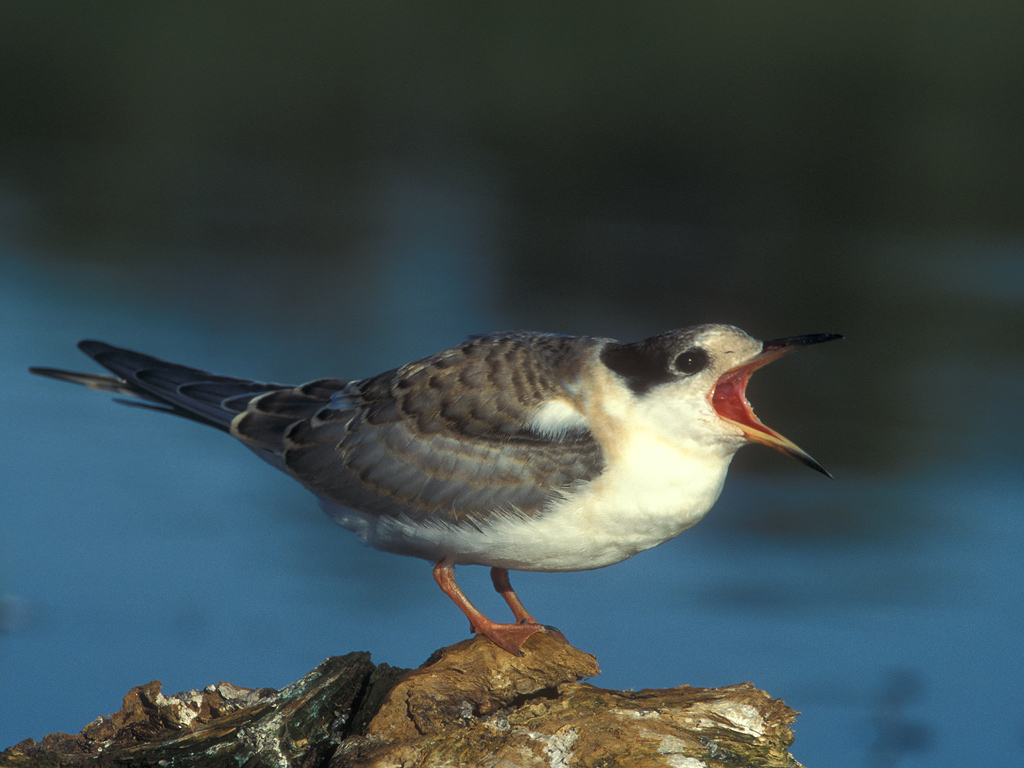
Juvenil i juni/juli.
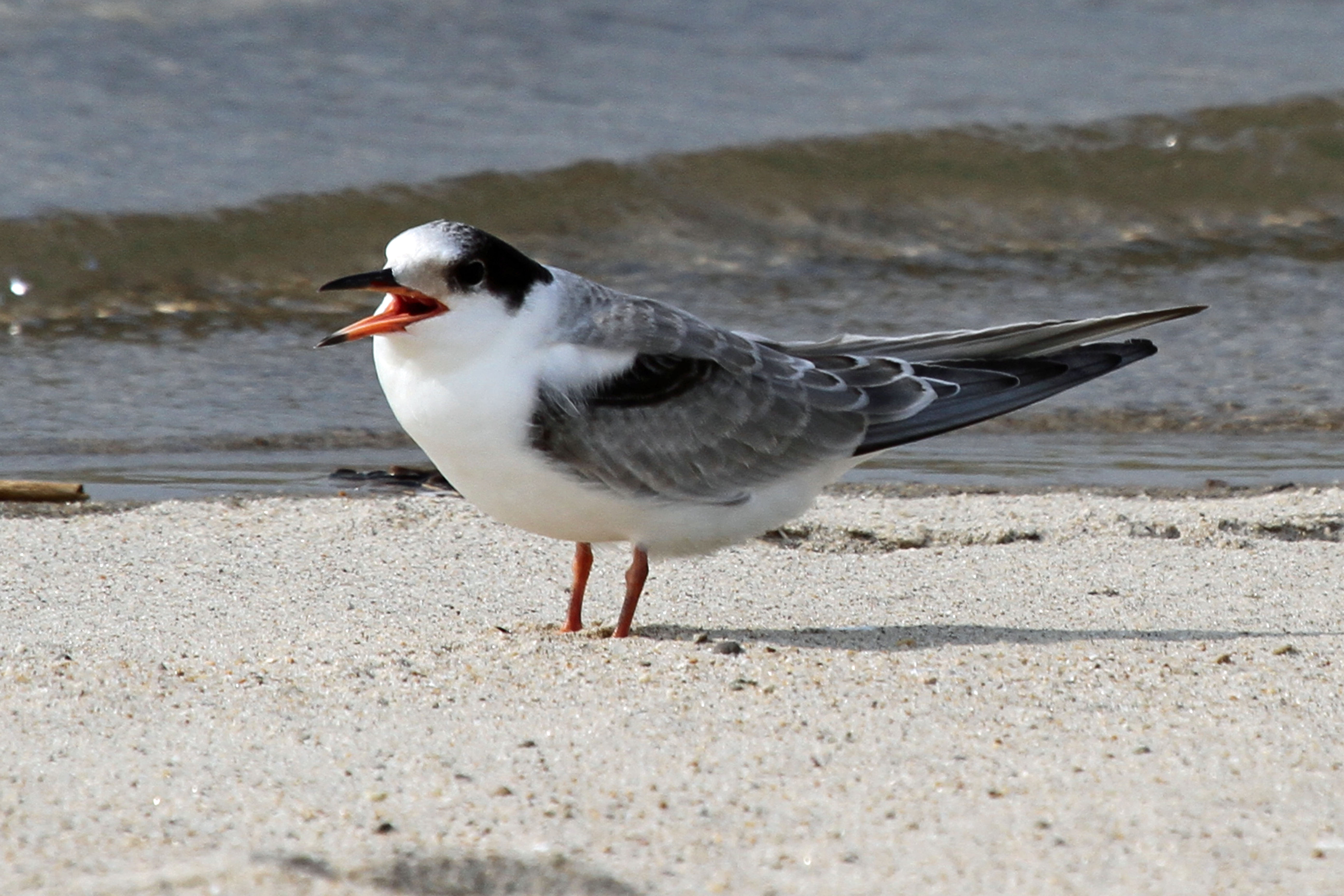
1K fotograferad i september. Redan på hösten har årsungarna förlorat de bruna nyanserna i fjäderdräkten.

## Ekologi

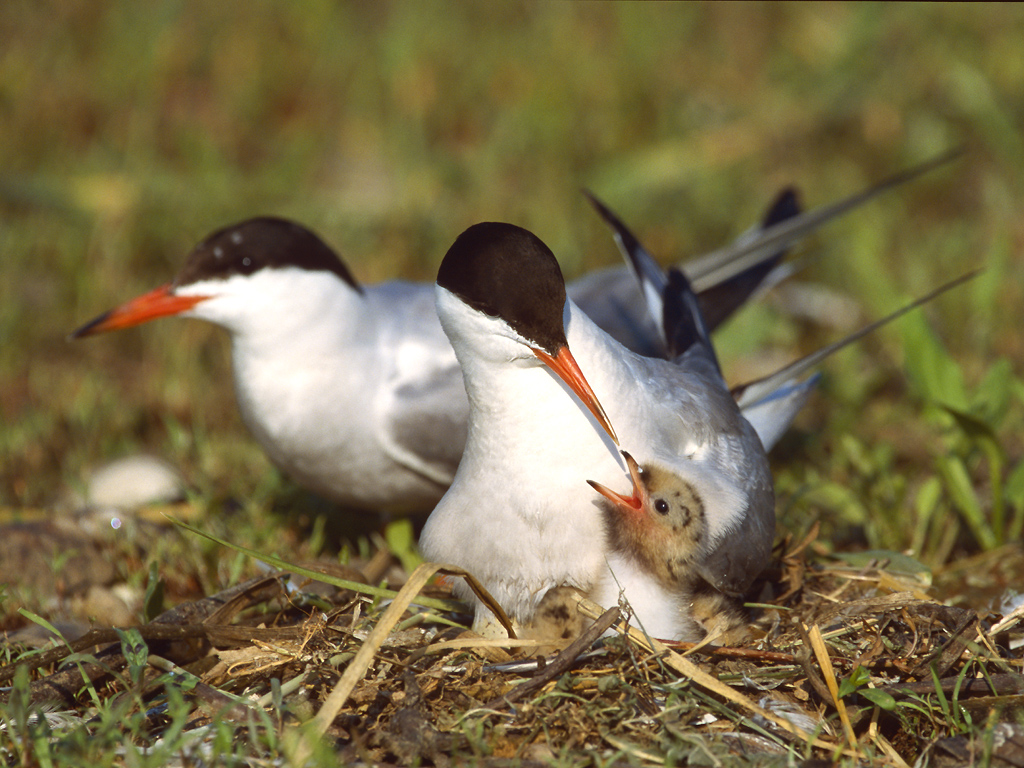
Häckande par med unge.

### Häckning
Fisktärnan häckar i kolonier vid kuster och på öar och även ofta i inlandet vid lämpliga insjöar eller floder. Honan lägger två till fyra ägg. Som många andra tärnor försvarar fisktärnan sina ägg och ungar mot inkräktare och drar sig inte ens för att anfalla människor och andra stora rovdjur. I motsats till den mer aggressiva silvertärnan så väjer den dock vanligen undan i sista sekunden
.

### Föda

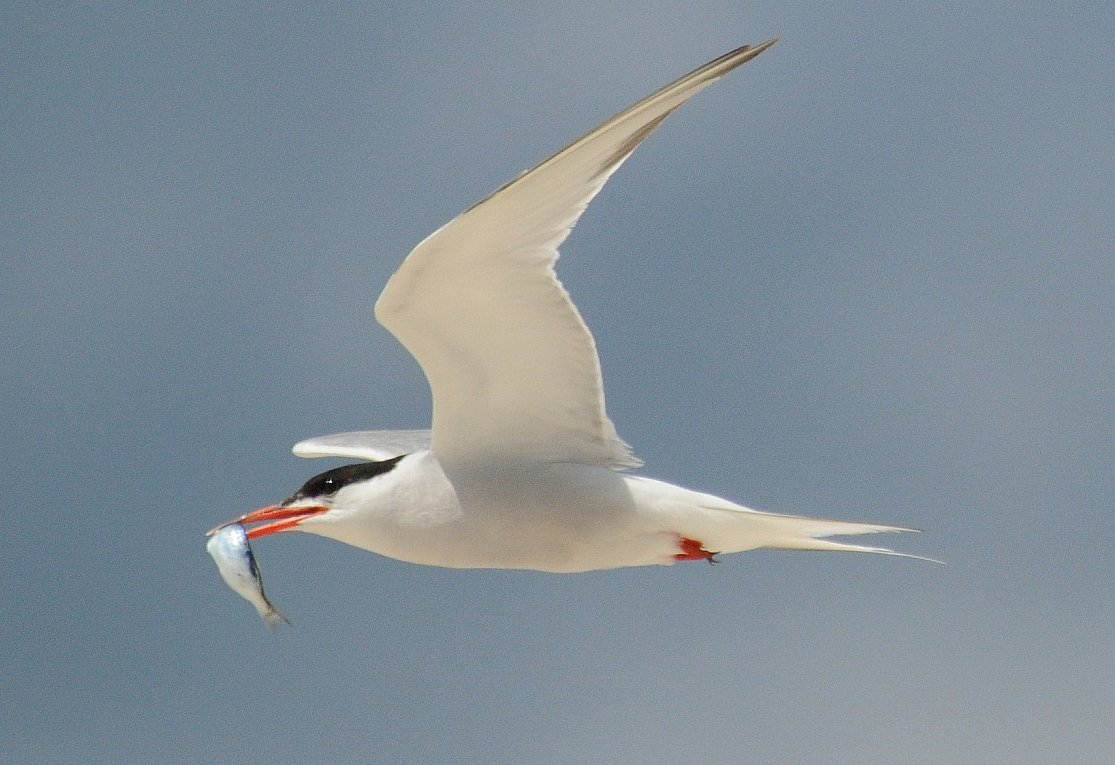
Adult fisktärna med byte.

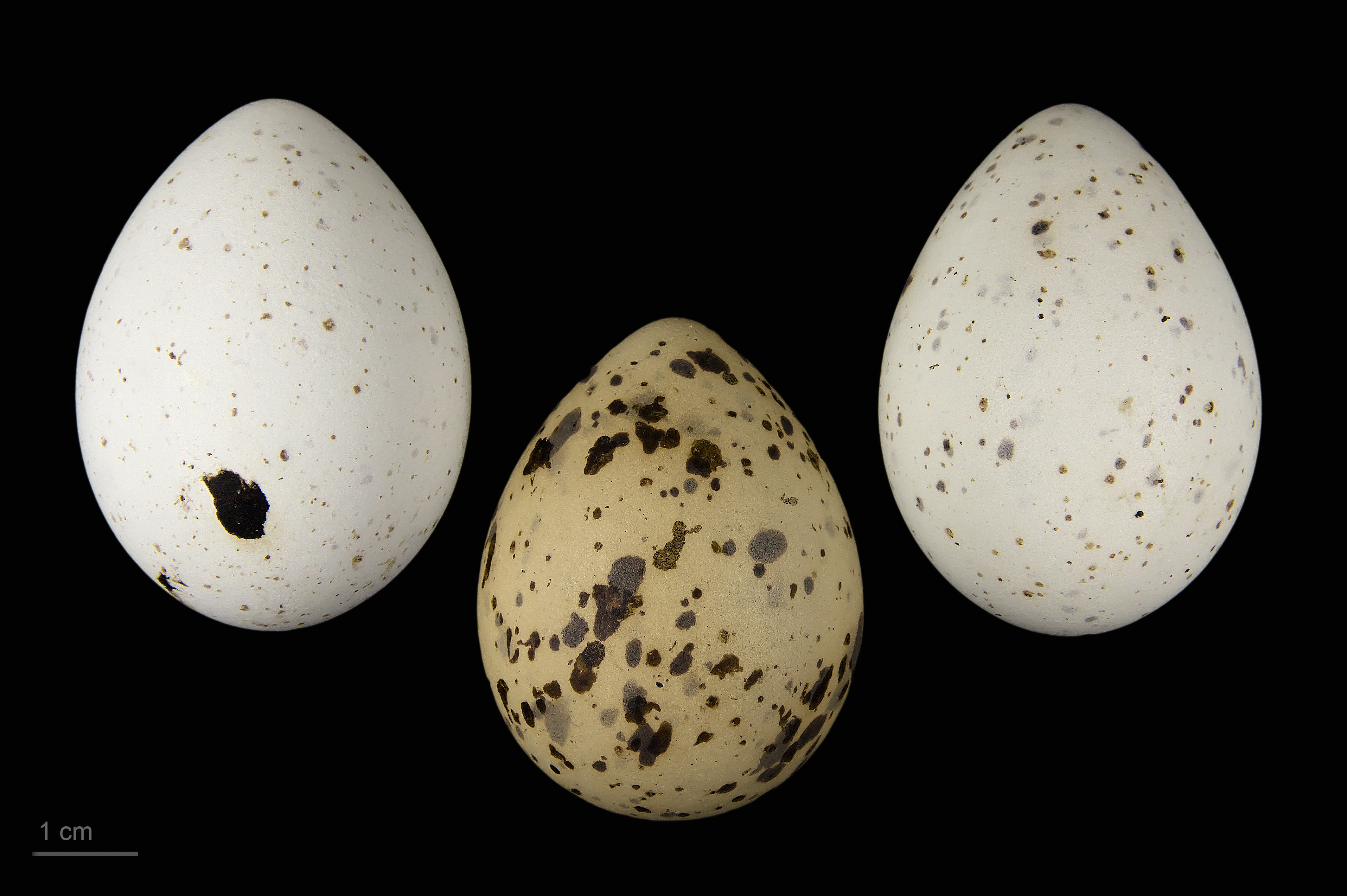
Sterna hirundo hirundo

Fisktärnan lever av småfisk, blötdjur och insekter. Som alla tärnor av släktet Sterna födosöker den genom att störtdyka ned i vattnet för att fånga sin föda vilket den gör från en höjd på en till sex meter. Fågeln kan vid dessa dyk befinna sig under vatten en mycket kort stund men går aldrig djupare än 50 centimeter under ytan. När den söker efter fisk flyger den med nedåtriktat huvud och med näbben vertikalt hållen nedåt. Den kan cirkla eller ryttla något innan den i ett direkt dyk slår i vattnet, till skillnad från silvertärna som föredrar att dyka stegvis, och rosentärnan som dyker snabbare och från högre höjd, och befinner sig under vattenytan en längre tid. Typiskt för fisktärnan är att födosöka fem till tio kilometer från häckningskolonin, men ibland så långt bort som 15 kilometer. Den förföljer fiskstim och dess Västafrikanska flyttrutt påverkas av stora stim av sardiner utanför Ghanas kust som den följer. Fisktärnan följer även grupper med rovfiskar och delfiner för att kunna fånga de mindre fiskar och blötdjur som dessa driver upp till ytan. Tärnor födosöker ofta i flock, speciellt där det är god tillgång på föda, och vanligtvis ökar fångstfrekvensen med en tredjedel när de födosöker i flock gentemot om de födosöker individuellt.

## Fisktärnan och människan

### Status och hot
Fisktärnan har ett mycket stort utbredningsområde och en mycket stor global population som uppskattas till mellan 1,6 och 3,6 miljoner individer. Populationsutvecklingen totalt sett är oklar. Den bedöms inte som hotad varför fisktärna av Birdlife International kategoriseras som livskraftig (LC).

### Namn
Det vetenskapliga släktnamnet Sterna som namngavs av Linné härrör från fornengelskans "stearn" som bland annat förekommer i dikten The Seafarer (Sjöfararen) från cirka 1000 f.Kr. Artepitetet "hirundo" är latin och betyder svala och refererar till tärnans ytliga likheter med sin lätthet i luften och långa kluvna stjärt. Fisktärnan kallades förr hättentärna i Skåne med syftning på den svarta hjässan (hättan).